# Praso
Praso ist eine Fraktion der italienischen Gemeinde (comune) Valdaone in der Provinz Trient, Region Trentino-Südtirol.

## Geographie
Praso liegt etwa 39,5 Kilometer westsüdwestlich von Trient in den Inneren Judikarien an der orographisch linken Talseite des vom Chiese durchflossenen gleichnamigen Tales auf 785 m s.l.m.

## Geschichte
Bei Praso liegt das Werk Corno, eine Sperr- und Festungsanlage an der österreich-ungarischen Südgrenze zum Königreich Italien, das von 1883 bis 1890 errichtet wurde, aber keine kriegsentscheidende Bedeutung entwickelte.
Bis 2014 war Praso eine eigenständige Gemeinde und wurde mit Wirkung zum 1. Januar 2015 mit den Gemeinden Daone und Bersone zur neuen Gemeinde Valdaone zusammengeschlossen. Die Gemeinde hatte am 31. Dezember 2013 328 Einwohner auf 9,8 km². Nachbargemeinden waren Bersone, Daone, Lardaro, Pieve di Bono und Roncone. Die Gemeinde Praso war Teil der Talgemeinschaft Comunità delle Giudicarie.